# Juan Ramón Silva
Juan Ramón Silva (ur. 5 sierpnia 1948) – urugwajski piłkarz, napastnik.
Będąc piłkarzem klubu CA Peñarol wziął udział wraz z reprezentacją Urugwaju w finałach Mistrzostw Świata w 1974 roku, gdzie Urugwaj odpadł już w fazie grupowej. Silva nie wystąpił w żadnym meczu.
Od 23 marca 1974 do 10 marca 1976 rozegrał w reprezentacji Urugwaju 13 meczów i zdobył 1 bramkę.
W latach 1972–1977 wraz z Peñarolem brał udział w turnieju Copa Libertadores, gdzie trzykrotnie dotarł do fazy półfinałowej (w 1972, 1974 i 1976).